# (73873) 1997 BF1
(73873) 1997 BF1 – planetoida z pasa głównego asteroid okrążająca Słońce w ciągu 3,59 lat w średniej odległości 2,34 j.a. Odkryta 28 stycznia 1997 roku.